# マリアンネ・フレデリクセン
マリアンネ・フレデリクソン（Marianne Fredriksson, 1927年3月28日 - 2007年2月11日）は、スウェーデンの女流作家。
イェーテボリ生まれ。1980年までジャーナリストとして活躍。著書には、ヨーロッパでベストセラー1位を記録した『SIMON』や『IF WOMEN WERE WISE THE WORLD WOULD STOP』『ACCORDING TO MARY MAGDALENE』などがあり、これらの本の合計部数は全世界で500万部にものぼる。1994年発表の『白夜の森』はスウェーデンの最優秀図書に与えられる「ブック・オブ・ザ・イヤー」賞を獲得し、彼女も最優秀作家賞「オーサー・オブ・ザ・イヤー」を得た。